# Козырев, Павел Григорьевич
Павел Григорьевич Козырев (1919—1991) — капитан Рабоче-крестьянской Красной Армии, участник Великой Отечественной войны, Герой Советского Союза (1943).

## Биография

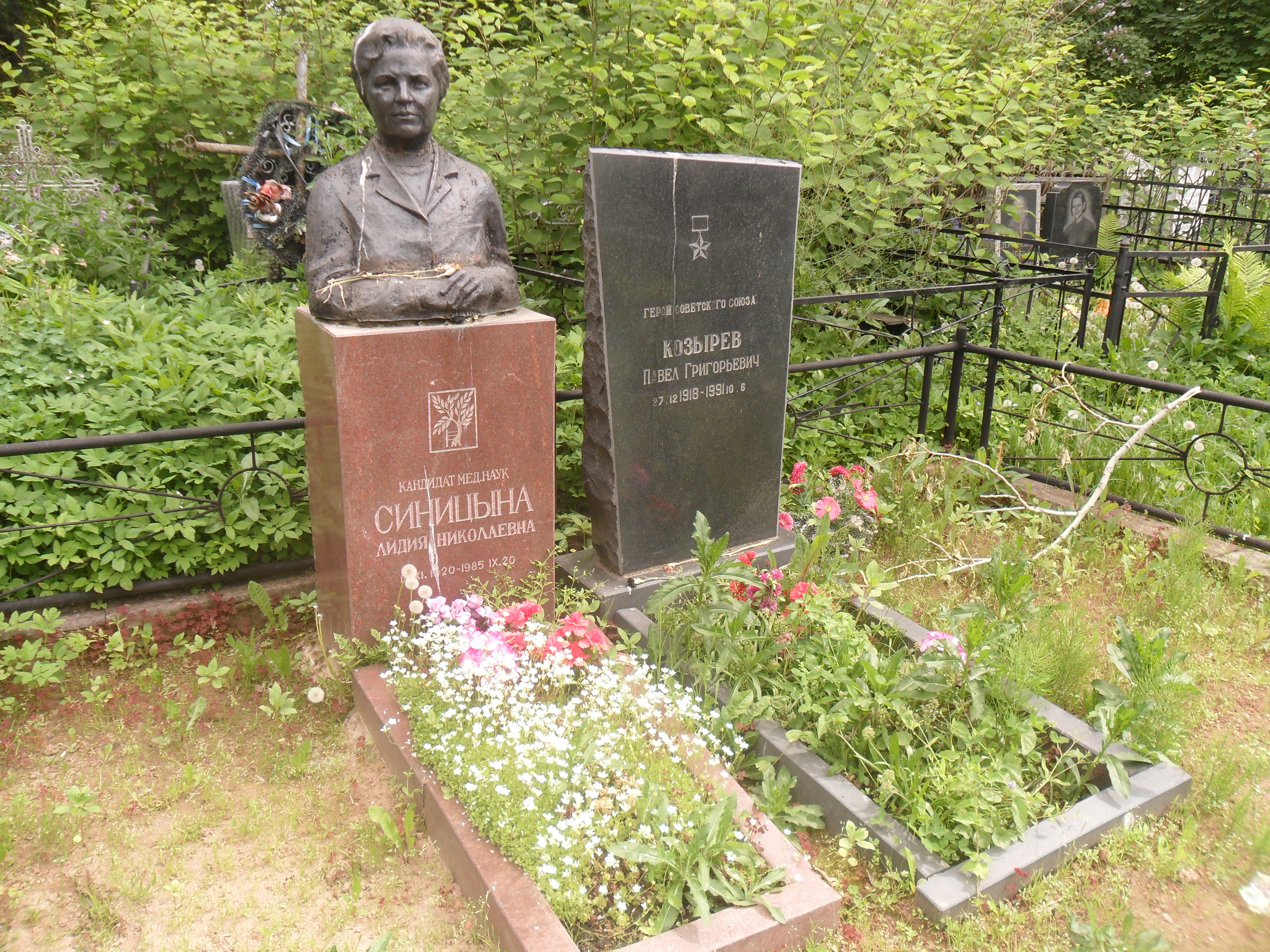
Могила Козырева на Братском кладбище Смоленска.

Павел Козырев родился 15 мая 1919 года в деревне Манюки (ныне — Монастырщинский район Смоленской области) в семье крестьянина. Окончил среднюю школу, работал в колхозе. В 1938 году Козырев был призван на службу в Рабоче-крестьянскую Красную Армию. В 1941 году он окончил стрелково-пулемётное училище в Ленинграде. С июня 1941 года — на фронтах Великой Отечественной войны. В 1943 году он окончил годичные курсы при Военной академии имени Фрунзе. К сентябрю 1943 года капитан Павел Козырев командовал стрелковым батальоном 748-го стрелкового полка 206-й стрелковой дивизии 47-й армии Воронежского фронта. Отличился во время битвы за Днепр.
В ночь с 25 на 26 сентября 1943 года батальон Козырева одним из первых в дивизии переправился через Днепр в районе села Пекари Каневского района Черкасской области Украинской ССР и захватил плацдарм на его западном берегу. 28 сентября 1943 года бойцы батальона отбили более 10 ожесточённых немецких контратак, уничтожив около 170 солдат и офицеров противника. В бою Козырев получил ранение, но поля боя не покинул, продолжая руководить действиями батальона. Батальону удалось удержать позиции до подхода основных сил дивизии.
Указом Президиума Верховного Совета СССР от 25 октября 1943 года за «образцовое выполнение боевых заданий командования на фронте борьбы с немецкими захватчиками и проявленные при этом мужество и героизм» капитан Павел Козырев был удостоен высокого звания Героя Советского Союза с вручением ордена Ленина и медали «Золотая Звезда» за номером 1191.
В 1944 году Козырев вышел в отставку по ранению. Проживал в Смоленске, работал в сельском хозяйстве. Умер 10 июня 1991 года, похоронен на Братском кладбище Смоленска.
Был также награждён орденами Отечественной войны 1-й и 2-й степеней, двумя орденами Красной Звезды, а также рядом медалей.